# Гаплогруппа I4a1 (мтДНК)
Гаплогруппа I4a1 — гаплогруппа митохондриальной ДНК человека.

## Описание
Происхождение
По расчётам YFull, гаплогруппа I4a1 появилась примерно 5300 лет назад, вероятно на территории Центральной Европы, при этом общий предок её живых потомков составляет 3500 лет[прояснить]. Она является потомком митохондриальной гаплогруппы I4a, от которой также происходят родственные ей субклады — I4a2, I4a3, I4a4, I4a5, I4a6, I4a7, I4a8, I4a9, I4a10, I4a11, I4a12, I4a13, I4a14, I4a15, I4a16, I4a17. Непосредственно от этой гаплогруппы происходит несколько субкладов ― I4a1a, I4a1b, I4a1c, I4a1d, I4a1e, I4a1f.
География
Данная гаплогруппа имеет широкое распространение в Европе, преимущественно в северных регионах. Также субклад I4a1e был обнаружен на Востоке России.
Северная Европа ― Англия и Уэльс, Дания, Ирландия, Норвегия, Швеция.
Центральная Европа ― Германия, Польша.
Южная Европа ― Албания, Испания, Италия.

## Субклады
- I4a1
  - I4a1a
  - I4a1b
  - I4a1c
  - I4a1d
  - I4a1e
  -  I4a1f

## Палеогенетика

### Бронзовый век
Карасукская культура
- RISE494 | I3425 __ Сабинка II (мог. 20) __ Бейский район, Хакасия, Россия __ 1416-1268 calBCE (3081±27 BP, OxA-31212) __ М __ R-Z645 # I4a1 > I4a1e.[1]

Кновизская культура
- I15960 | Skeleton B, 1953, P7A-17896 (P2524) __ Hostivice-Palouky __ Гостивице, Среднечешский край, Чехия __ 1300–800 BCE (3000±144 BP) __ Ж __ I4a1.[2]

### Железный век
Таштыкская культура
- KE9609, LC8544 __ Oglakhty cemetery (grave 4) __ Боградский район, Хакасия, Россия __ 200–400 CE __ М __ R1a1a > R-Y39884 # I4a1 > I4a1e.[3]

### Средние века
Викинги
- VK58 | Gotland_Frojel-03604 __ Fröjel __ Готланд (лен), Швеция __ 900–1050 CE __ Ж __ I4a1.[4]

## Публикации
2015
- Allentoft ME, Sikora M, Sjögren KG, et al. (June 2015). Population genomics of Bronze Age Eurasia. Nature. 522 (7555): 167–172. doi:10.1038/nature14507. PMID 26062507.

2020
- Margaryan A, Lawson DJ, Sikora M, et al. (September 2020). Population genomics of the Viking world. Nature. 585 (7825): 390–396. doi:10.1038/s41586-020-2688-8. PMID 32939067.

2022
- Patterson N, Isakov M, Booth T, et al. (January 2022). Large-scale migration into Britain during the Middle to Late Bronze Age. Nature. 601 (7894): 588–594. doi:10.1038/s41586-021-04287-4. PMC 8889665. PMID 34937049.
- Nedoluzhko A, Pankova S, Vergasova E, et al. (August 2022). First ancient DNA analysis of mummies from the post-Scythian Oglakhty cemetery in South Siberia. Research Square. doi:10.21203/rs.3.rs-1993191/v1.

2023
- Kimsis J; Petersone-Gordina E; Poksane A; Vilcāne A; Moore J; Gerhards G; Ranka R. (March 2023). Application of natural sciences methodology in archaeological study of Iron Age burials in Latvia: pilot study. Forensic Sci Med Pathol. 19 (1): 8–15. doi:10.1007/s12024-022-00553-7. PMID 36348137.